# Vareler Schloss
Das Vareler Schloss ist eine abgegangene Schlossanlage der Grafen von Oldenburg, die aus einem ostfriesischen Häuptlingssitz hervorging, im Zentrum von Varel im niedersächsischen Landkreis Friesland.

## Geschichte
Als Häuptlingssitz in Varel diente die als Wehrkirche ausgebaute Schlosskirche St. Petrus aus dem 12. Jahrhundert, der ein Steinhaus angegliedert war. Die Häuptlinge von Varel wurden 1386 der Grafschaft Oldenburg untertan. Der letzte Vareler Häuptling Hayo verkaufte 1465 seine Herrschaft an den Grafen Gerd den Mutigen. Zwischen 1496 und 1506 erfolgte ein Ausbau des Steinhauses zu einer Burg, wobei auch ein Backhaus und eine Küche hinzugefügt wurde. Unter dem Grafen Anton I. (1529–1573) wurde das ursprüngliche Steinhaus in einen neuen Saalbau integriert. Von 1577 bis 1647 war Varel im Besitz der Delmenhorster Linie des Oldenburger Grafenhauses. 1651 ließ Graf Anton Günther seinen illegitimen Sohn Anton, der zwei Jahre später in den Reichsgrafenstand erhoben wurde, zum edlen Herren von Varel ernennen. Von 1656 bis 1659 wurde die ehemalige Burg zum Schloss ausgebaut. Den an das Oldenburger Rathaus angelehnten Entwurf lieferte der Oldenburger Stadtbaumeister Schwerdtfeger. Die Nachkommen Antons residierten in Varel als Grafen von Aldenburg bis 1733, als die Herrschaft im Erbgang an die Grafen von Bentinck kam. Nachdem 1751 das Schloss teilweise abgebrannt war, wurde zunächst ein neuer Südflügel errichtet, an dessen Ostende ein neuer Trakt zu Chor und Querhaus der Kirche führte. Ein erneuter Brand bedeutete 1817 aber die allmähliche Aufgabe des Gebäudes. Von 1858 bis 1871 wurde das Schloss abgebrochen.

## Beschreibung
Zu dem ursprünglichen Steinhaus an der Kirche kann ein Kellergewölbe von 10 × 9 m Größe gehört haben, das 1860 bei einer Katasteraufnahme westsüdwestlich der Kirche ungefähr unter der heutigen Straße eingemessen wurde. Spätere Erweiterungsbauten erstreckten sich von dort nach Norden. Wahrscheinlich war die Burg, aber nicht die Kirche, von einer Mauer umgeben. Der 28 × 8,4 m große Saalbau des 16. Jahrhunderts inkorporierte das ursprüngliche Steinhaus. Das Schloss aus der Mitte des 17. Jahrhunderts integrierte den Saalbau. Der zweiflügelige und dreistöckige Bau wies einen deutlich längeren Westflügel auf. Im Südflügel befand sich eine Tordurchfahrt. Südlich des Schlosses stand ein Marstall.